# Songs (album)
Songs este al doilea album al cântăreței-compozitoare Regina Spektor. Copii auto-lansate au fost vândute la primele spectacole live. Albumul este disponibil periodic pentru achiziționare la comerciantul independent CDBaby.com Arhivat în 16 aprilie 2007, la Wayback Machine..

## Lista pieselor de pe album
1. „Little Boxes” - 0:55
2. „Samson” – 3:54
3. „Oedipus” – 4:50
4. „Prisoners” – 3:03
5. „Reading Time with Pickle” - 5:33
6. „Consequence of Sounds” - 5:09
7. „Daniel Cowman” - 4:51
8. „Bon idée” - 4:10
9. „Aching to Pupate” - 2:13
10. „Lounge” - 3:34
11. „Lacrimosa” - 5:14
12. „Lulliby” - 2:27
13. „Ne Me Quitte Pas” - 4:38

O versiune diferită a cântecului „Samson” se găsește ca a treia piesă de pe albumul Begin to Hope.

## Personal
- Regina Spektor - partea vocala, pian
- Chelsea Horenstein - fotografie
- Ryan Curtiz - design proiect